# 奇夫泰萊爾
奇夫泰萊爾是土耳其的城鎮，由埃斯基謝希爾省負責管轄，位於該國西北部，距離首府埃斯基謝希爾67公里，面積820平方公里，海拔高度875米，2010年人口為11,872人。

## 外部連結
- Eskişehir governor's official website（土耳其文）
- （页面存档备份，存于）

39°22′59″N 31°02′21″E / 39.38306°N 31.03917°E